# Everybody Wants to Rule the World
Everybody Wants to Rule the World – utwór brytyjskiej grupy Tears for Fears. Utwór wydany został 22 marca 1985 roku w Wielkiej Brytanii przez wytwórnię płytową Phonogram Records jako trzeci singel drugiego albumu studyjnego, zatytułowanego Songs from the Big Chair. Tekst utworu został napisany przez Rolanda Orzabala, Iana Stanley’a oraz Chrisa Hughesa, który zajął się także jego produkcją. Utwór dotarł do 1. miejsca na listach przebojów w Stanach Zjednoczonych oraz w Nowej Zelandii.

## Pozycje na listach przebojów
| Kraj              | Lista (1985)    | Pozycja |
| ----------------- | --------------- | ------- |
| Australia         | Top 50 Singles  | 2       |
| Austria           | Singles Top 75  | 19      |
| Belgia (Flandria) | Ultratop 50     | 3       |
| Francja           | Top 200 Singles | 18      |
| Irlandia          | Top 50 Singles  | 2       |
| Niemcy            | Top 100 Singles | 11      |
| Nowa Zelandia     | Top 40 Singles  | 1       |
| Stany Zjednoczone | Hot 100         | 1       |
| Szwajcaria        | Singles Top 75  | 13      |
| Wielka Brytania   | Singles Top 100 | 2       |

## Cover Lorde
"Everybody Wants to Rule the World" – cover nowozelandzkiej piosenkarki Lorde. Wydany został 19 listopada 2013 roku przez wytwórnię płytową Universal Republic Records znajdując się na ścieżce dźwiękowej, zatytułowanej The Hunger Games: Catching Fire – Original Motion Picture Soundtrack. Twórcami tekstu utworu są Roland Orzabal, Ian Stanley, Michael A. Levine, Christopher Merrick Hughes, Lucas Cantor, natomiast produkcją zajął się Peter Shurkin. Utwór promował film Igrzyska śmierci: W pierścieniu ognia oraz znalazł się w zwiastunie promującym grę Assassin’s Creed: Unity podczas E3 2014. Cover Lorde został wykorzystany także w zwiastunie promującym film Dracula Untold oraz kanał telewizyjny BBC First. Utwór zadebiutował 25 listopada 2013 roku na liście przebojów w Nowej Zelandii na 14. miejscu.

### Pozycje na listach przebojów
| Kraj              | Lista (2013-14) | Pozycja |
| ----------------- | --------------- | ------- |
| Australia         | Top 50 Singles  | 53      |
| Francja           | Top 200 Singles | 93      |
| Nowa Zelandia     | Top 40 Singles  | 14      |
| Stany Zjednoczone | Hot Rock Songs  | 27      |
| Wielka Brytania   | Singles Top 100 | 65      |